# Holavre
L'île Holavre est une petite île du golfe du Morbihan rattachée administrativement à la commune de l'Île-aux-Moines.
Elle  est située à 500 mètres à l'est de la pointe du Trec'h, sur l'île aux Moines  et à 700 mètres au sud-est de la pointe d'Arradon.

## Toponymie
Holavre, en breton, Enez er C'holl havreg, désigne un guéret (havreg en breton) destiné à la plantation du chaume. Mais C'holl / Koll signifie que cette terre est perdue, gâtée. la signification du nom serait donc l'île aux guérets délaissés.

## Histoire
L'apparence de Holavre a évolué au fil des temps. Autrefois, l'île Holavre, n'était qu'un aride rocher au sommet peint en blanc pour signaler aux navires la fosse dangereuse de la Truie. Au XIXe siècle elle est devenue une importante carrière de granit pour fournir des pavés aux rues de nombreuses villes. Elle y a perdu le tiers de son volume. À la fin du XXe siècle, la plantation de nombreux résineux a caché son relief.